# Facultad de Ciencias Contables (Universidad Nacional Mayor de San Marcos)
La Facultad de Ciencias Contables de la Universidad Nacional Mayor de San Marcos (siglas: FCC-UNMSM) es una de las veinte facultades que conforman dicha universidad. La facultad en la actualidad, dentro de la organización de la universidad, forma parte del área de Ciencias Empresariales y cuenta con las escuelas académico-profesionales de Contabilidad, de Gestión Tributaria, de Auditoría Empresarial y Pública y de Presupuesto v Finanzas Públicas, que brindan tanto estudios de pregrado como de postgrado. Se encuentra ubicada dentro de la ciudad universitaria.